# Kristrún Frostadóttir
Kristrún Mjöll Frostadóttir (ur. 12 maja 1988 w Reykjavíku) – islandzka polityk i ekonomistka, parlamentarzystka, od 2022 przewodnicząca partii Sojusz, od 2024 premier Islandii.

## Życiorys
W 2011 ukończyła studia ekonomiczne na Uniwersytecie Islandzkim. Uzyskała magisterium z ekonomii na Uniwersytecie Bostońskim (2014) oraz z finansów międzynarodowych na Uniwersytecie Yale (2016). Pracowała m.in. w gazecie „Viðskiptablaðið”, jako specjalistka w banku Morgan Stanley i ekonomistka w Islandzkiej Izbie Handlowej. Była też przewodniczącą ministerialnej komisji do spraw cen produktów rolnych i nauczycielką akademicką na Uniwersytecie Islandzkim. W 2018 powołana na główną ekonomistkę przedsiębiorstwa Kvika banki.
Zaangażowała się w działalność polityczną w ramach Sojuszu. W wyborach w 2021 uzyskała mandat deputowanej do Althingu. Z powodzeniem ubiegała się o poselską reelekcję w 2024. W 2022 została wybrana na przewodniczącą swojego ugrupowania.
W przedterminowych wyborach parlamentarnych z 30 listopada 2024 kierowany przez nią Sojusz uzyskał najwięcej mandatów w Althingu (15 na 63), po czym zawarł koalicję z Partią Ludową i ugrupowaniem Viðreisn. 21 grudnia 2024 Kristrún Frostadóttir objęła urząd premiera Islandii.